# Cociella crocodilus
Cociella crocodilus är en fiskart som först beskrevs av Cuvier 1829.  Cociella crocodilus ingår i släktet Cociella och familjen Platycephalidae. Inga underarter finns listade i Catalogue of Life.